# Suaqui Grande
Suaqui Grande là một đô thị thuộc bang Sonora, México. Năm 2005, dân số của đô thị này là 1102 người.